# بروك مولر (لاعب دوري الرغبي)
بروك مولر (بالإنجليزية: Brock Mueller)‏ هو لاعب دوري الرغبي أسترالي، ولد في 23 مايو 1978 في Belmont, New South Wales ‏ في أستراليا.